# CO2-Bilanz
Die CO2-Bilanz (Kohlenstoffdioxidbilanz, Kohlendioxidbilanz, CO2-Fußabdruck, auch Klimabilanz oder Treibhausgasbilanz, engl. carbon footprint) ist ein Maß für den Gesamtbetrag von Kohlenstoffdioxid-Emissionen, die direkt und indirekt durch Aktivitäten verursacht werden oder während der Lebensstadien eines Produktes entstehen. Neben Kohlenstoffdioxid werden oft auch andere Treibhausgase bilanziert, meist in Tonnen CO2-Äquivalent (kurz t CO2-eq) berechnet. Der Begriff carbon footprint ging 2003 aus einer Werbekampagne des Öl- und Gas-Konzerns BP hervor als Versuch, die Wahrnehmung der Verantwortung für die globale Erwärmung von der fossilen Energiewirtschaft hin zum individuellen Verbraucher zu lenken.
Der CO2-Fußabdruck hat in den letzten Jahren an Bedeutung gewonnen als Mittel, die Klimaauswirkungen von Aktivitäten wie Bereitstellung oder Konsum von Produkten und Dienstleistungen für einzelne Personen oder aggregiert für Organisationen und Staaten zu ermitteln. Auf dieser Basis können gezieltere Klimaschutz-Maßnahmen ergriffen werden, um angestrebte Klimaziele zu erreichen, z. B. die globale Erwärmung auf maximal 2 °C Temperaturerhöhung zu begrenzen (Zwei-Grad-Ziel).

## Begriff
Der Begriff „CO2-Fußabdruck“ ist in den letzten Jahren relativ bekannt geworden. Heute ist eher die englische Bezeichnung Carbon footprint üblich und wird auch von deutschen Behörden und Institutionen verwendet. Der Begriff ist abgeleitet von dem des ökologischen Fußabdrucks, der 1994 von Mathis Wackernagel und William Rees entwickelt wurde. Der ökologische Fußabdruck ist jedoch wesentlich weiter gefasst. Er betrachtet die gesamte in Anspruch genommene biologische Kapazität, gemessen in Hektar Flächenbedarf, und berücksichtigt dabei auch CO2-Emissionen als Waldfläche, die zusätzlich notwendig wäre, um einem resultierenden CO2-Konzentrationsanstieg in der Atmosphäre entgegenzuwirken.
Der CO2-Fußabdruck lässt sich auch für Personen, Organisationen, Länder und Events (z. B. eine Urlaubsreise) etc. berechnen. Wer die CO2-Fußabdrücke mehrerer Handlungsalternativen kennt, kann diese Zahlen mit anderen Faktoren abwägen und bei Entscheidungen berücksichtigen. Bei Personen, Organisationen oder Events wird oft auch angeboten, den CO2-Fußabdruck zu kompensieren, indem man z. B., entsprechend dem Ergebnis der Berechnung, in Regenwaldaufforstungen, Erneuerbare Energien oder andere klimafreundliche Maßnahmen investiert (→Kapitel: Das Kompensieren eines CO2-Fußabdrucks).
Der Begriff CO2-Bilanz findet sich beispielsweise beim CO2-Rechner des Umweltbundesamtes, in der Forstwirtschaft, sowie bei der Betrachtung der Klimarelevanz von Verwaltungen und Unternehmen. Meist wird er in den Veröffentlichungen gleichbedeutend mit den Bezeichnungen CO2-Fußabdruck und Carbon Footprint verwendet.

## Daten und Fakten

### Der CO2-Fußabdruck eines Produkts (PCF)

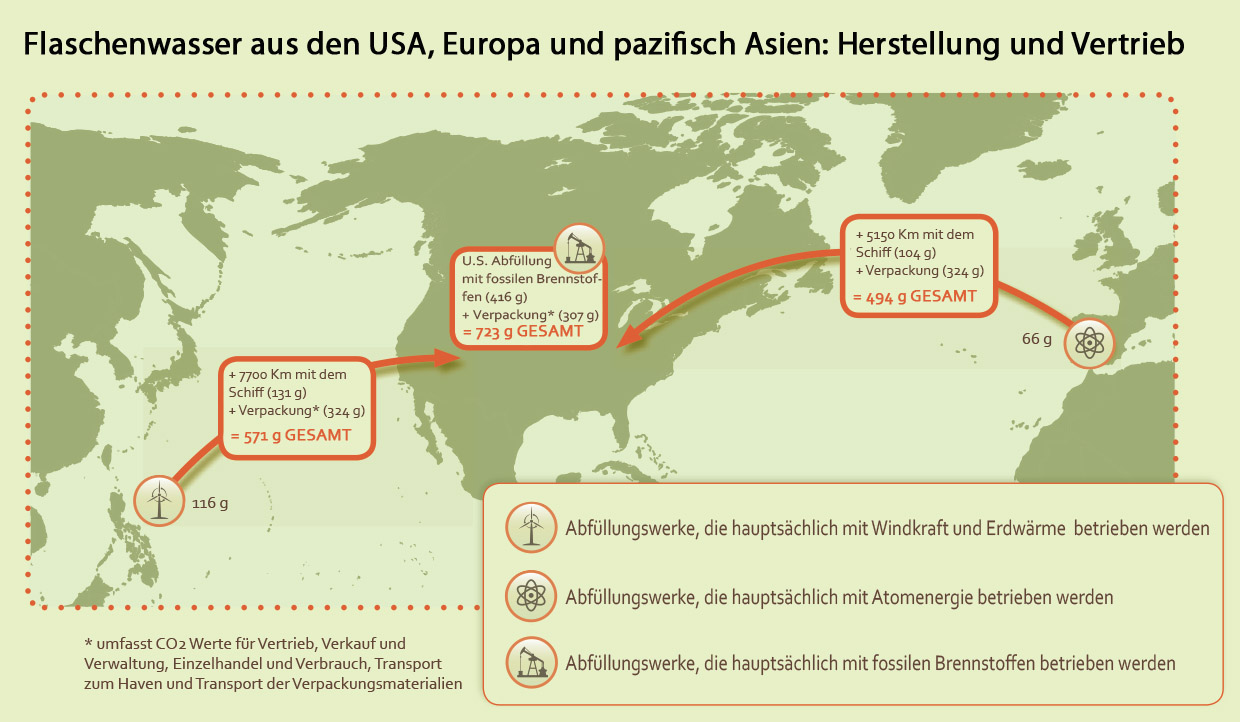
CO_{2}-Fußabdruck von Flaschenwasser

Bei allen Berechnungsmethoden des CO2-Fußabdrucks ist der CO2-Fußabdruck von Produkten der am detailliertesten untersuchte. Geläufig ist auch der Begriff Product Carbon Footprint (PCF). Er könnte eine große Zukunft in der CO2-Kennzeichnung von Waren und Dienstleistungen haben. Allerdings wird nicht immer die gesamte Wertschöpfungskette einbezogen. Auch in Japan und Thailand sind solche Labels zum Teil eingeführt.
Gerade bei der Bewertung von Produkten ist allerdings eine weiter gefasste Betrachtung üblich geworden, die als Lebenszyklusanalyse (Life Cycle Assessment, LCA) bezeichnet wird. Sie schließt als Ökobilanz neben der CO2-Bilanz auch den Verbrauch von Ressourcen wie Landverbrauch und Wasserverbrauch mit ein. Auch das Produktdesign selbst kann dabei unter Kriterien des Ökodesigns beurteilt werden. Beispielsweise gibt es Vorschläge zur zulässigen parameterspezifischen Wertebereichen und der Kennzeichnung des CO2-Fußabdrucks auf Solarmodulen, wodurch die Klimaschutzwirkung transparenter würde und Marktanreize entstünden.

#### Deutschland

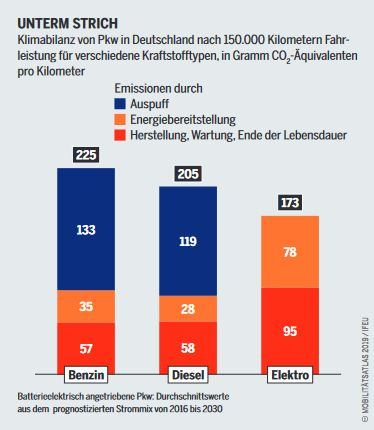
CO_{2}-Fußabdruck von PKW mit Verbrennungsmotor und von Elektroautos in Deutschland

Im Memorandum Product Carbon Footprint (PCF) von BMU, UBA und Öko-Institut von Dezember 2009 stand:

„Der Product Carbon Footprint (CO2-Fußabdruck von Produkten) bezeichnet die Bilanz der Treibhausgasemissionen entlang des gesamten Lebenszyklus eines Produkts in einer definierten Anwendung und bezogen auf eine definierte Nutzeinheit.“

Die Ermittlung der CO2-Bilanz eines Produkts soll dessen gesamten Produktlebenszyklus umfassen:
- Herstellung, Gewinnung und Transport der Rohstoffe und Vorprodukte
- Produktion und Distribution
- Nutzung, Nachnutzung
- Entsorgung/Recycling

Gemäß dieser Definition haben einzelne Lebensmittel einen CO2-Fußabdruck „in der Größenordnung von einigen Dutzend Gramm bis mehreren Kilo CO2-eq pro Kilo Lebensmittel. Sehr hohe Werte hat beispielsweise Rindfleisch mit rund 13 kg CO2-eq pro Kilo.“ Die Werte können je nach Transport, Lagerung und Zubereitungsart stark variieren (→Kapitel: Kritik).

#### Großbritannien
In Großbritannien wurde 2008 eine von BSI (British Standards Solutions) erarbeitete Standardisierung der Methodik des CO2-Fußabdrucks von Produkten mit dem britischen Standard 'PAS 2050:2008' abgeschlossen. 2011 kennzeichnete der größte britische Handelskonzern Tesco nach eigenen Angaben über 500 Produkte in Großbritannien und in Südkorea nach diesem Standard.
Um einen Eindruck zu bekommen, hier einige Produktkennzeichnungen von Tesco, die nach dem britischen Standard (PAS 2050:2008) gekennzeichnet wurden:
| Kategorie und Produkt                                            | CO2-Fußabdruck Gramm CO2-eq per Funktionseinheit (gerundet) | CO2-Fußabdruck geteilt in die Etappen seines Lebenszyklus (%) | CO2-Fußabdruck geteilt in die Etappen seines Lebenszyklus (%) | CO2-Fußabdruck geteilt in die Etappen seines Lebenszyklus (%) | CO2-Fußabdruck geteilt in die Etappen seines Lebenszyklus (%) | CO2-Fußabdruck geteilt in die Etappen seines Lebenszyklus (%) |
| Kategorie und Produkt                                            | CO2-Fußabdruck Gramm CO2-eq per Funktionseinheit (gerundet) | Produktion                                                    | Distribution                                                  | Lagerung                                                      | Verwendung/Nutzung                                            | Entsorgung                                                    |
| Waschmittel                                                      | Waschmittel                                                 | Waschmittel                                                   | Waschmittel                                                   | Waschmittel                                                   | Waschmittel                                                   | Waschmittel                                                   |
| ---------------------------------------------------------------- | ----------------------------------------------------------- | ------------------------------------------------------------- | ------------------------------------------------------------- | ------------------------------------------------------------- | ------------------------------------------------------------- | ------------------------------------------------------------- |
| Tesco nicht-biologische Flüssigkapseln                           | 700 g pro Wäsche                                            | 17 %                                                          | 0,2 %                                                         | 1 %                                                           | 72 %                                                          | 10 %                                                          |
| Tesco nicht-biologische Tabletten                                | 850 g pro Wäsche                                            | 32 %                                                          | 0,1 %                                                         | 0 %                                                           | 62 %                                                          | 5 %                                                           |
| Tesco Super Conc. nicht-bio Flüssigwäsche                        | 600 g pro Wäsche                                            | 11 %                                                          | 0,1 %                                                         | 0 %                                                           | 83 %                                                          | 6 %                                                           |
| Orangensaft                                                      |                                                             |                                                               |                                                               |                                                               |                                                               |                                                               |
| Tesco 100 % reiner, gepresster Orangensaft                       | 360 g pro 250 ml                                            | 91 %                                                          | 1 %                                                           | 7 %                                                           | 0,3 %                                                         | 1 %                                                           |
| Tesco reiner Orangensaft aus Konzentrat                          | 260 g pro 250 ml                                            | 88 %                                                          | 2 %                                                           | 9 %                                                           | 0,5 %                                                         | 1 %                                                           |
| Tesco reiner Orangensaft (3×200 ml)                              | 220 g pro 250 ml                                            | 93 %                                                          | 1 %                                                           | 5 %                                                           | 0,5 %                                                         | 1 %                                                           |
| Leuchtmittel                                                     |                                                             |                                                               |                                                               |                                                               |                                                               |                                                               |
| 60 W-Pearl-Glühbirne                                             | 34 kg für 1.000 Std. Gebrauch                               | 1 %                                                           | <0,1 %                                                        | <0,1 %                                                        | 99 %                                                          | <0,1 %                                                        |
| 11 W-Kompaktleuchtstofflampe                                     | 6,5 kg für 1.000 Std. Gebrauch                              | 1 %                                                           | <0,001 %                                                      | <0,1 %                                                        | 99 %                                                          | <0,1 %                                                        |
| 100 W-Pearl-Glühbirne                                            | 55 kg für 1000 Std. Gebrauch                                | 1 %                                                           | <0,001 %                                                      | <0,001 %                                                      | 99 %                                                          | <0,1 %                                                        |
| 20 W-Kompaktleuchtstofflampe                                     | 12 kg für 1.000 Std. Gebrauch                               | 2 %                                                           | <0,001 %                                                      | <0,001 %                                                      | 98 %                                                          | <0,1 %                                                        |
| Kartoffeln                                                       |                                                             |                                                               |                                                               |                                                               |                                                               |                                                               |
| King Edwards (2,5 kg)                                            | 160 g pro 250 g-Portion                                     | 1 %                                                           | 33 %                                                          | 3 %                                                           | 56 %                                                          | 7 %                                                           |
| biologisch Baby Neu (750 g)                                      | 140 g pro 250 g-Portion                                     | 48 %                                                          | 1 %                                                           | 5 %                                                           | 41 %                                                          | 4 %                                                           |
| biologisch Neu (1,5 kg)                                          | 160 g pro 250 g-Portion                                     | 40 %                                                          | 1 %                                                           | 4 %                                                           | 51 %                                                          | 4 %                                                           |
| Anglian Neu (2,5 kg)                                             | 140 g pro 250 g-Portion                                     | 34 %                                                          | 1 %                                                           | 3 %                                                           | 58 %                                                          | 4 %                                                           |
| Quelle: Tesco, Carbon Label Findings,www.tesco.com (PDF; 114 kB) |                                                             |                                                               |                                                               |                                                               |                                                               |                                                               |

#### CO2-Fußabdruck beim Weinbau
Bei einem Projekt im Traisental (48° 21′ 12″ N, 15° 41′ 42″ O) wurde die Prozesskette analysiert und auf Grund der Ergebnisse jene Bereiche identifiziert, die den größten Einfluss auf den Carbon Footprint hatten. Als funktionelle Einheit wurde 1 Liter Wein festgelegt. Die Untersuchung umfasste die Prozessschritte Weingarten, Weinerzeugung, Verpackung, Abfälle und Vertrieb. Im Laufe der Traubenproduktion im Weingarten, der Weinherstellung im Keller inklusive Entsorgung der Abfälle und der Abfüllung eines durchschnittlichen Weines werden bis zum Verlassen des Weinkellers rund 1,7 kg CO2e emittiert. Für den Transport zum Verbraucher kommen noch rund 0,2 kg CO2e pro Liter dazu.

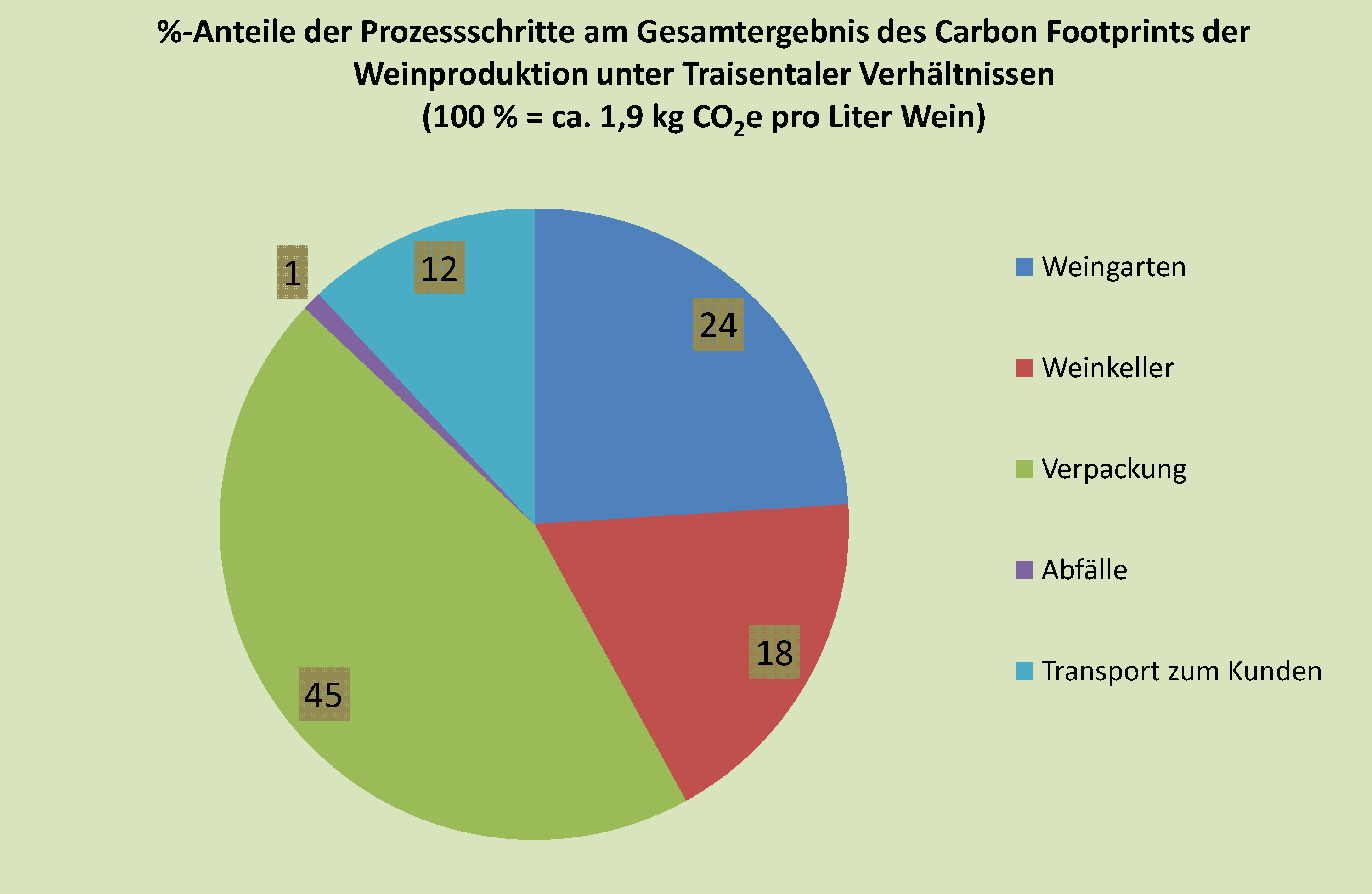
Prozentuale Darstellung der CO2-Fußabdruckanalyse (Traisental). Wegen der Verschiedenartigkeit der Betriebe ergibt sich eine Standardabweichung von ±56 %.

Die Gesamtanalyse ergab, dass pro Hektar Weingarten durchschnittlich 2,4 t CO2-Äquivalent emittiert werden. Von dieser Menge stammen rund drei Viertel aus den indirekten Treibhausgas-Emissionen sowie den Verbrennungsemissionen und ein Viertel durch Bodenemission.

### Der CO2-Fußabdruck einer Person
Ein CO2-Fußabdruck von Personen soll eine Hilfestellung bei der Verringerung des eigenen CO2-Ausstoßes bieten. Zunächst wird der aktuelle CO2-Fußabdruck errechnet, damit man eine grobe Vorstellung seines eigenen Ausstoßes bekommt. Der nächste Schritt ist, den Ausstoß zu verringern durch z. B. das Umstellen auf energiesparende Geräte, auf Strom aus erneuerbaren Energien, die effektivere Nutzung von Energie bei der Heizung und das Verändern von Alltagshandlungen, um Energie zu sparen. Man sollte „stromfressende“ Altgeräte unbrauchbar machen oder verschrotten (oder jemandem geben, dessen Altgerät noch stromfressender ist).
2019 konnte das Potsdam-Institut für Klimafolgenforschung in einer Studie zeigen, dass regionale Lebensmittel die Emissionen weltweit aus dem Lebensmitteltransport um den Faktor zehn reduzieren könnten.
Entsprechend dem Sonderbericht 1,5 °C globale Erwärmung müssen die globalen Treibhausgasemissionen zum Erreichen des 1,5-Grad-Ziels gegen 2050 auf netto Null fallen. Das deutsche Umweltbundesamt nennt als Ziel für Deutschland Emissionen pro Kopf und Jahr unter einer Tonne.

#### Durchschnittswerte nach Ländern
Der CO2-Fußabdruck von Personen kann für die Einwohner eines Landes als Durchschnitt ermittelt werden. Die Inlandsemissionen pro Einwohner sind dafür jedoch allein nicht geeignet, da hier die grenzüberschreitend verursachten Emissionen nicht eingerechnet werden. Beispielsweise weist die Schweiz pro Person im Jahr 2015 Inlandsemissionen pro Einwohner von „nur“ 5,8 t CO2-eq aus. Dagegen sind die konsumbedingten Emissionen, welche die durch internationalen Handel importierten und exportierten Treibhausgasemissionen eines Landes berücksichtigen, im gleichen Jahr mit 14,0 t CO2-eq ca. 2,5 mal so hoch.
Die durchschnittlichen konsumbedingten Treibhausgasemissionen pro Person wurden basierend auf den Daten von 2007 für viele Länder vergleichbar berechnet.
Aufgrund der komplexen Datenlage und verschiedener Methodiken sind die Zahlen zum Teil abweichend. So wird für das gleiche Jahr (2007) für die Schweiz von Tukker et al. ein Wert von 15,6 t CO2-eq, vom Schweizerischen Bundesamt für Umwelt aber ein Wert von 14,9 t CO2-eq angegeben. Vergleiche über mehrere Jahre oder zwischen Ländern müssen daher mit entsprechender Sorgfalt vorgenommen werden.

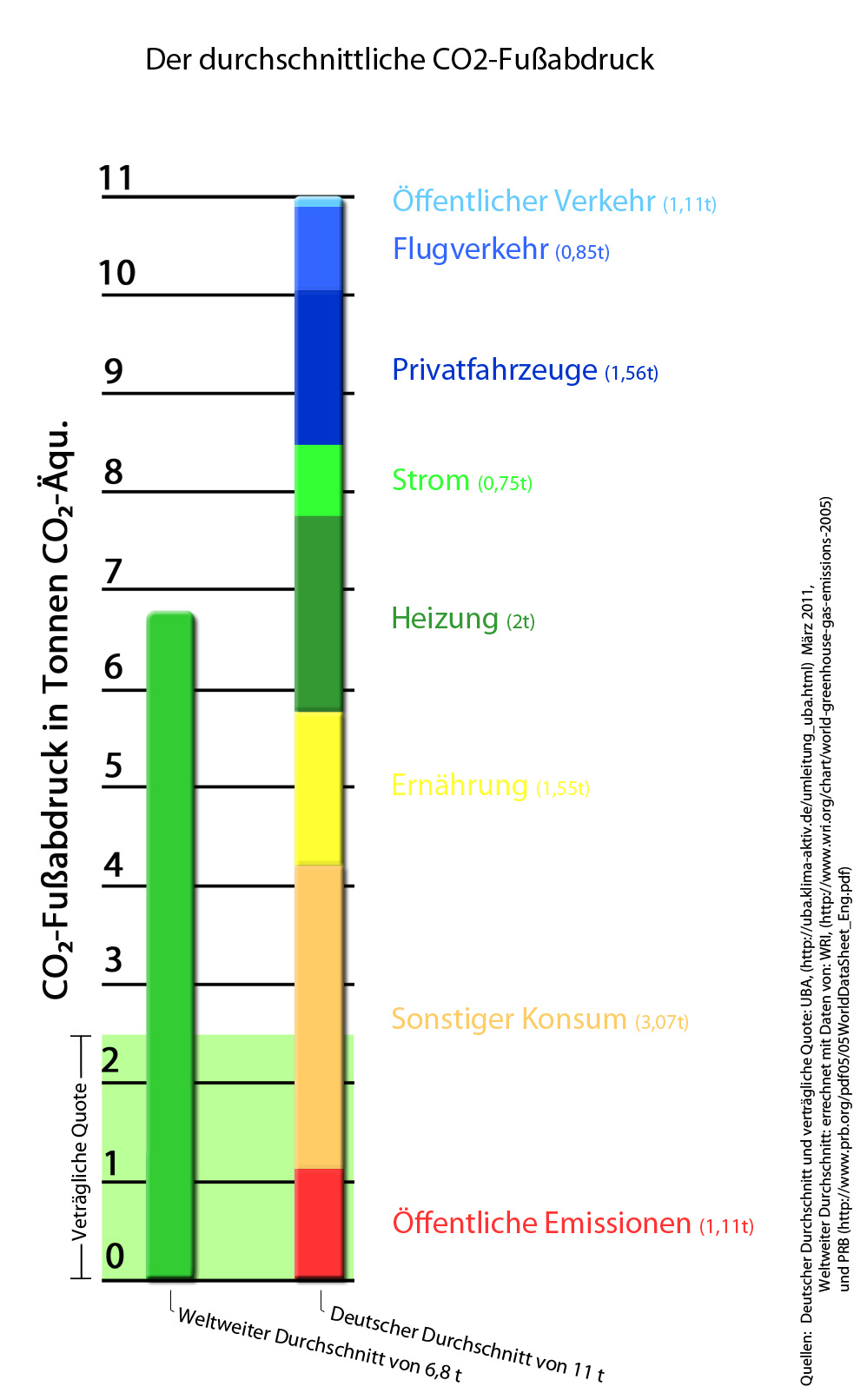
Der durchschnittliche CO_{2}-Fußabdruck. Deutschland und die Welt im Vergleich in Tonnen CO_{2} pro Jahr, für 2011.

Zu berücksichtigen ist dabei, dass in diesen Durchschnittswerten auch der CO2-Ausstoß enthalten ist, der durch die Industrie und den Betrieb der Verkehrsinfrastruktur entsteht. Insofern handelt es sich nur um das Ergebnis einer Berechnung und nicht um den tatsächlichen individuellen CO2-Fußabdruck einer „Person“.
Pro Person gerechnet haben Luxemburg, Belgien und die Schweiz den größten CO2-Fußabdruck in ganz Europa. Importierte Emissionen machen fast 80 % des CO2-Fußabdrucks der Schweiz aus.

#### CO2-Bilanz nach Einkommen und Vermögen
Eine vom Umweltbundesamt 2016 veröffentlichte Studie zeigte auf, dass statistisch betrachtet eine Person mit höherem Einkommen in Deutschland deutlich mehr CO2-Emissionen verursacht als eine Person mit geringerem Einkommen. Dieser Zusammenhang wurde verschiedenenorts bestätigt. Demnach seien unter anderem die reichsten 10 Prozent der Weltbevölkerung für die Hälfte aller Emissionen verantwortlich; das reichste ein Prozent emittierte 100 Mal mehr als die ärmsten 10 Prozent. So emittierten Millionäre im Schnitt mehr als 100 Tonnen CO2, Superreiche mit über 20 Millionen Euro Vermögen dagegen durchschnittlich 2.300 Tonnen. In einer Stichprobe von 2021 unter 20 Milliardären betrugen die jährlichen CO2-Emissionen pro Kopf im Durchschnitt 8.190 Tonnen. Exemplarisch emittierte der Industrielle Thomas Siebel allein durch private Flugreisen etwa 4.650 Tonnen CO2, was den Emissionen von knapp 300 durchschnittlichen US-Amerikanern entspricht. Laut einer Analyse der Entwicklungsorganisation Oxfam verursachte das reichste Prozent der Weltbevölkerung 2019 so viele klimaschädliche Treibhausgase wie die fünf Milliarden Menschen, die die ärmeren zwei Drittel ausmachen.
Das Phänomen wird unter anderem als Carbon Inequality (etwa: Kohlenstoffdioxidungleichheit) bezeichnet. Erste Studien legen nahe, dass in hohen Einkommens- und Vermögensschichten geringe Motivation zur Verringerung individueller Emissionen besteht. Sie schlagen vor, die gesellschaftliche Herausforderung durch deliberative Verfahren zu lösen. Eine Übersichtsarbeit von Joshua Pearce und Richard Parncutt legt nahe, dass der Ausstoß von 3700 Tonnen CO2 im Schnitt einen emissionsbedingten Todesfall verursache.
Siehe auch: Mortality Cost of Carbon (MCC)

#### Berechnung nach Lebensbereichen

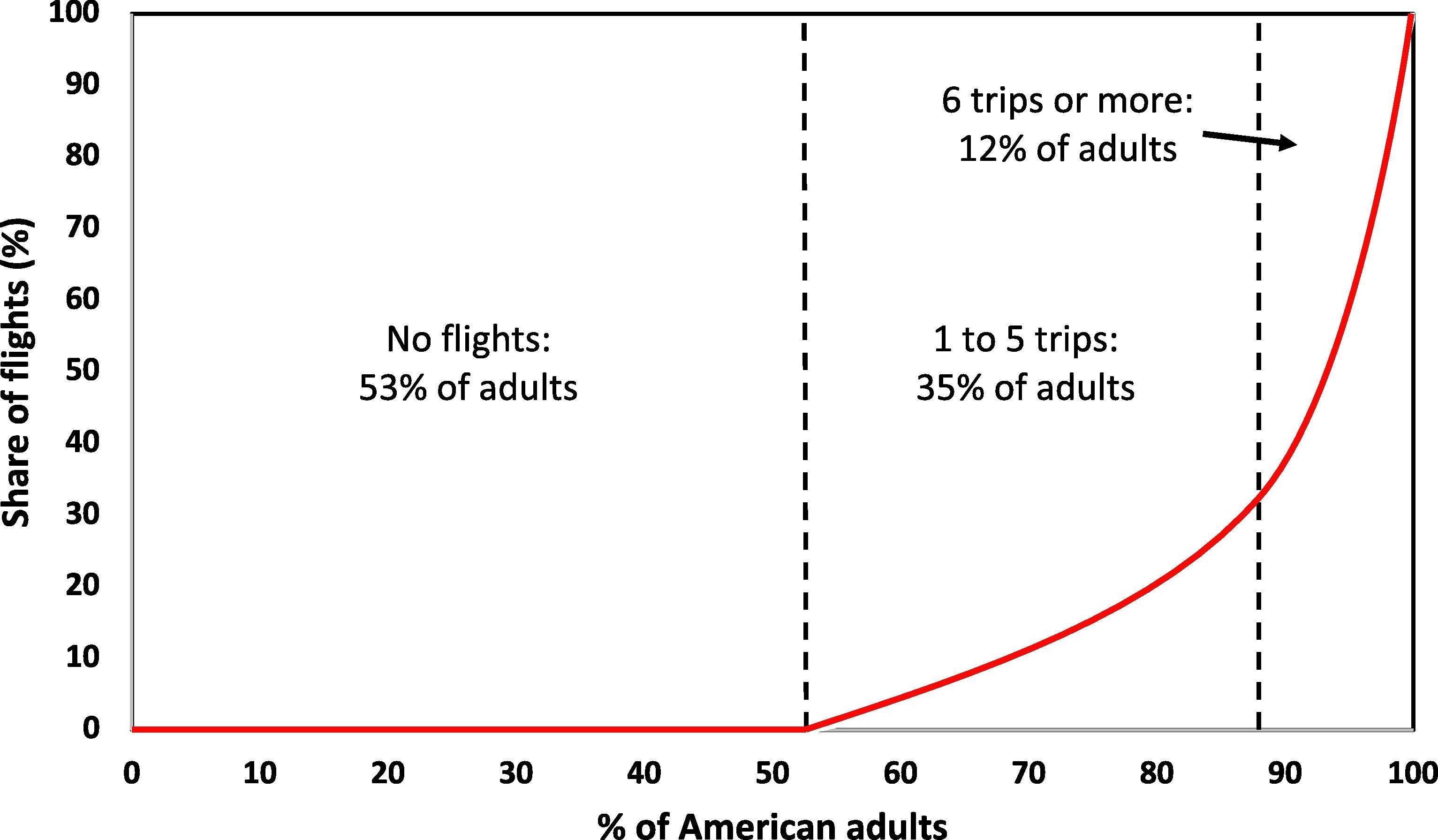
Anteil der amerikanischen Bevölkerung an getätigten Flügen: 10 Prozent der Erwachsenen nehmen etwa 70 Prozent der Flüge in Anspruch.

Mit sogenannten CO2-Rechnern lässt sich der eigene CO2-Fußabdruck überschlägig errechnen. Die meisten unterscheiden die Lebensbereiche
- Wohnen (CO2-Ausstoß durch Heizen und Strom in der Wohnung),
- Mobilität (CO2-Ausstoß durch Autofahren, Nutzung der öffentlichen Verkehrsmittel und Fliegen),
- Ernährung (Ess- und Trinkgewohnheiten, Herkunft der Nahrungsmittel),
- privater Konsum (Kaufverhalten und Kriterien, Auswärtsessen, Hotelübernachtung, Kosten für Kultur, Gesundheit oder andere Dienstleistungen) und
- öffentlicher Konsum (Emissionen, die im Land insgesamt verursacht und auf alle Bürger verteilt werden)

Den größten Einfluss hat man auf die Bereiche bzw. Unterbereiche privater Konsum, Beheizung, Ernährung, (PKW-)Verkehr, Flugverkehr und Stromverbrauch. Auch hier bestehen große Abweichungen zwischen Bevölkerungsdurchschnitt und individueller Betrachtung.
Der Bereich öffentlicher Konsum ist vom Individuum ohne Organisation in Interessenverbänden oder sozialen Bewegungen wenig bis gar nicht beeinflussbar.
Auf die Bereiche Wohnen und Warmwasserzubereitung haben Hauseigentümer unmittelbaren Einfluss; Mieter können mit ihrem Vermieter sprechen und z. B. gegen eine angemessene Mieterhöhung im Rahmen der rechtlich möglichen Umlage von Modernisierungsaufwendungen neue Fenster oder eine neue Heizung erhalten (siehe auch Mieter-Vermieter-Dilemma). Praktiken des Gemeinschaftswohnens (Commoning wie Cohousing) können beim Wohnungswechsel signifikanten Einfluss haben. Oft wird auch nach der Berechnung angeboten, durch eine Spende den eigenen CO2-Ausstoß zu kompensieren (→Kapitel: Das Kompensieren eines CO2-Fußabdrucks). Alle Ergebnisse eines CO2-Fußabdrucks sind überschlägige Zahlen.

##### Der CO2-Fußabdruck eines Haustieres
Was in Klimarechnern bislang keine Rolle spielt, ist die CO2-Bilanz von Haustieren. So verursacht eine Hauskatze pro Jahr 2,2 t CO2 und ein Dackel 1,8 t CO2. Ein mittelgroßer Hund ist vom CO2-Fußabdruck durchaus mit einem Geländewagen vergleichbar. Deshalb schlagen die beiden Autoren des Buches „Time to eat the dog“ unter anderem vor, die Haustiere auf vegetarische Kost umzustellen.

### Die Kommunikation des CO2-Fußabdrucks
Neben dem Errechnen des CO2-Fußabdrucks ist die alltagstaugliche Kommunikation eine wichtige Handlungsebene. Basis dafür kann beispielsweise eine fiktive Menge an CO2 sein, die jeder Mensch in einem bestimmten Zeitabstand durch all seine Handlungen ausstoßen darf, um das Weltklima innerhalb der viel zitierten 2-Grad-Leitplanken zu halten. Die Initiative aus Österreich und der Schweiz „Ein guter Tag hat 100 Punkte“ hat einen Ansatz entwickelt, mit dem sich so der Product Carbon Footprint, die globale Tragfähigkeit und Solidarität und der persönliche Lebensstil gemeinsam in einer einfachen grafischen Sprache kommunizieren lassen.

### Der CO2-Fußabdruck einer Organisation (CCF)
Vermehrt werden CO2-Bilanzen auch von Unternehmen – freiwillig oder aufgrund gesetzlicher Verpflichtungen – im Kontext ihres Nachhaltigkeitsberichtes erstellt. Dies ist unter dem Begriff Corporate Carbon Footprint (CCF) bekannt. Betriebliche Verfahren des Rechnungswesens zur Erstellung einer CO2-Bilanz nennt man Carbon Accounting. Ein Fußabdruck einer Organisation benennt den gesamten CO2- oder CO2-eq-Ausstoß, der durch ihre Aktivitäten pro Jahr entsteht. Der CO2-Fußabdruck der Deutschen Bank, zum Beispiel, betrug im Jahr 2008 nach eigenen Angaben 415.269 Tonnen CO2.
Die US Army war Mitte der 2010er Jahre die Institution mit dem weltweit bei weitem größten Verbrauch von fossilen Brennstoffen. Sie rangierte um das Jahr 2015 mit ihren CO2-Emissionen zwischen den Staaten Portugal und Peru. Gegenwärtig sind nach Berechnungen des Carbon Disclosure Project lediglich 100 Firmen weltweit für über 70 Prozent der globalen CO2e-Emissionen verantwortlich. Im Beobachtungszeitraum von 1988 bis 2017 waren dies unter anderem ExxonMobil, BHP Billiton, Saudi Aramco und Gazprom. Laut einer Studie des WWF und des Öko-Instituts vom Mai 2023 sind 30 Fabriken in Deutschland für 30 Prozent der Emissionen der gesamtdeutschen Industrie verantwortlich. Dazu gehören beispielsweise diverse Standorte von thyssenkrupp Steel Europe und Salzgitter Flachstahl sowie Zementwerke und Ammoniak- und Ethylenanlagen diverser Unternehmen.

### Nationale Treibhausgasbilanzen
Wie auch bei den anderen CO2-Fußabdrücken findet man verschiedene Zahlen für den CO2-Fußabdruck eines Landes. Mitgliedsstaaten der Klimarahmenkonvention (UNFCCC) und des Kyoto-Protokolls müssen jährlich nationale Treibhausgasbilanzen, meist Treibhausgasinventar genannt, erstellen und einen nationalen Inventarbericht beim Sekretariat der UNFCCC einreichen. Im Jahr 2008 emittierte Deutschland rund 988,2 Mio. t CO2-eq (Schweiz 53,4 Mio. t CO2-eq, Österreich 69,3 Mio. t CO2-eq). Dabei werden nach dem Territorialprinzip die im Land liegenden Emissionsquellen berücksichtigt.
Eine andere Herangehensweise ist, die dem Verbrauch eines Landes zugrunde liegenden Emissionen bei der Berechnung eines Fußabdrucks heranzuziehen. So bezog eine Studie an der Technisch-Naturwissenschaftlichen Universität Norwegens (NTNU) die Emissionen mit ein, die bei der Produktion aller Güter des Gesamtverbrauchs eines Landes auftreten. Wenn ein Land nun einen größeren CO2-Fußabdruck hat als seine vom UNFCCC berechneten Treibhausgasemissionen, bedeutet dies, dass die Einfuhren des Landes bei der Produktion mehr Kohlenstoff benötigen als seine Ausfuhren. Auch wurde in den Berechnungen des NTNU zusätzlich der internationale Transport in See- und Luftfracht mit einbezogen, die vom UNFCCC nicht mit berücksichtigt wird. Basierend auf den Daten des Jahres 2001 betrug der Fußabdruck ca. 1.238 Mio. t CO2-eq für Deutschland, 112 Mio. t CO2-eq für Österreich und 132 Mio. t CO2-eq für die Schweiz. Dies entsprach einem CO2-Fußabdruck von 15,1 t CO2-eq für jeden Deutschen, 13,8 t für jeden Österreicher und 18,4 t für jeden Schweizer ergibt. Weltweit waren unter den 73 untersuchten Ländern Luxemburg (33,4 t CO2-eq pro Person), die USA (28,6 t CO2-eq pro Person) und Australien (20,6 t CO2-eq pro Person) die größten Verschmutzer, während afrikanische Länder wie Mosambik (1,1 t CO2-eq pro Person) und Malawi (0,7 t CO2-eq pro Person) am klimafreundlichsten dastanden.

## Berechnung
Die Berechnung des CO2-Fußabdrucks einer Branche, eines Produkts oder einer Dienstleistung ist eine komplexe Aufgabe. Ein Instrument zur Messung des CO2-Fußabdrucks, das in der Industrie eingesetzt wird, ist die Lebenszyklusanalyse (LCA). Die Internationale Organisation für Normung verfügt über eine Norm namens ISO 14040:2006, die den Rahmen für die Durchführung einer LCA-Studie bildet. Die Normenfamilie ISO 14060 bietet weitere ausgefeilte Instrumente für die Quantifizierung, Überwachung, Berichterstattung und Validierung bzw. Überprüfung von THG-Emissionen und -Entfernungen. Eine weitere Methode ist das Greenhouse Gas Protocol, eine Reihe von Normen für die Ermittlung von Treibhausgasemissionen (THG) in den als Scope 1, 2 und 3 bezeichneten Schritten der Wertschöpfungskette.

### Direkte Kohlenstoffemissionen
Direkte oder „Scope 1“ Kohlenstoffemissionen stammen aus Quellen, die direkt von dem Standort stammen, an dem ein Produkt hergestellt oder eine Dienstleistung erbracht wird. Ein Beispiel für die Industrie wären die Emissionen im Zusammenhang mit der Verbrennung eines Brennstoffs am Standort. Auf individueller Ebene würden die Emissionen von Privatfahrzeugen oder Gasöfen unter Scope 1 fallen.

### Indirekte Kohlenstoffemissionen
Indirekte Kohlenstoffemissionen sind Emissionen aus Quellen, die dem untersuchten Prozess vor- oder nachgelagert sind und auch als Scope 2 oder Scope 3 Emissionen bezeichnet werden. Scope 2 Emissionen sind die indirekten Emissionen, die mit eingekaufter Elektrizität, Wärme und/oder Dampf verbunden sind, die am Standort verwendet werden. Scope 3 Emissionen sind alle anderen indirekten Emissionen, die aus den Aktivitäten einer Organisation stammen, aber aus Quellen, die sie nicht besitzt oder kontrolliert. Emissionen aus vorgelagerten Prozessen werden auch als Upstream-Emissionen bezeichnet, solche aus nachgelagerten Downstream-Emissionen.

## Das Kompensieren eines CO2-Fußabdrucks
Oftmals wird das Kompensieren der eigenen CO2-Emissionen in finanzieller Hinsicht z. B. durch eine Spende angeboten. Damit wird der eigene CO2-Fußabdruck zwar nicht verringert, doch es können an einem anderen Ort der Welt Treibhausgase reduziert werden. Dies geschieht durch Klimaschutzprojekte wie z. B. das Errichten von Wind-, Wasser- oder Erdwärmekraftwerken und andere Treibhausgas einsparende Maßnahmen. Diese Kompensation geschieht auf freiwilliger Basis. Eine solche CO2-Ausgleichszahlung kostet je nach Anbieter und gewähltem Standard 1–30 Euro pro Tonne CO2. Allerdings ist wichtig, dass die für solche Projekte eingesetzten CO2-Zertifikate von international anerkannten Institutionen wie z. B. dem Gold-Standard stammen.

## Kritik

### Definition
Lange galt als Kritikpunkt das Fehlen einer international geltenden Definition des Begriffs CO2-Fußabdruck, bis die Organisation für internationale Standards die Norm ISO 14067 zur Bilanzierung des CO2-Fußabdrucks von Produkten veröffentlichte. Selbst ernannte Standards wie „Carbon Footprint Standard“ besagen wenig, da sie keiner unabhängigen Kontrolle unterliegen.
Der britische Standard PAS 2050:2008 unterliegt Kriterien, die von Carbon Trust geprüft werden. Er baut teilweise auf der Ökobilanznorm ISO 14040 ff. auf, weicht aber in wichtigen Punkten deutlich davon ab, was ihm international wenig Anerkennung einbrachte. So reicht die Breite der Definitionen von nur direkten CO2-Emissionen über zusätzliche Methan-Emissionen bis hin zu der Einbeziehung aller Treibhausgase wie z. B. N2O. Dadurch wechselt die Maßeinheit zwischen z. B. CO2-Emissionen (gemessen in Tonnen CO2), Emissionen von CO2-Äquivalenten (gemessen in Tonnen CO2-eq) oder einer Waldfläche (etwa in Hektar) – für „die Größe die benötigt wird, um alle CO2-Emissionen abzüglich der Emissionen, die Ozeane speichern, aufzunehmen“.

### Berechnung
Weitere Kritikpunkte am CO2-Fußabdruck von Produkten zeigen das Öko-Institut, das Bundesministerium für Umwelt und das Umweltbundesamt in dem im Dezember 2009 veröffentlichten Memorandum PCF auf. Kritisiert wird unter anderem die Einseitigkeit des CO2-Fußabdrucks, da bei der Berechnung alle anderen Schädigungskategorien wie Luftschadstoffemissionen, Ressourcenbedarf oder Eutrophierung unberücksichtigt bleiben. Zudem gibt es unterschiedliche Berechnungsergebnisse, je nach Berücksichtigung anderer Faktoren wie Land- und Waldnutzung. So lag der CO2-Fußabdruck einer Person 2014 im Sudan bei 3,03 t CO2-eq pro Jahr, während dies bei Einbeziehung der Landnutzung 6,22 wären, mehr als das Doppelte.
Da Verbrauchern die Zahl des CO2-Fußabdrucks wenig sagen mag, wird erwogen, dass Umweltlabels wie „Der Blaue Engel“ Produkte auch auf ihre Klima-Folgen bewerten.
Die Nutzungsphase bestimmt die Gesamtbilanz entscheidend. Daher wird sie in PAS 2050 sowie im Memorandum PCF als wichtiger Anteil am CO2-Fußabdruck mit bilanziert. Nun ist aber die Nutzungsdauer individuell sehr verschieden. So hat bei Einbeziehung der Nutzerphase langlebige Kleidung einen kleineren CO2-Fußabdruck als kurzlebige Kleidung.
Das Ausweisen der CO2-Bilanz bei Lebensmitteln ist aufgrund vielfältiger Möglichkeiten der Verarbeitung (Beispiel: Mehl, Eier) und Lagerung (Beispiel: Äpfel, Erdbeeren) ungeklärt.
Dies kann bei einem Produkt zu sehr verschiedenen CO2-Bilanzen führen.
Zur Verdeutlichung hier ein Beispiel des CO2-Fußabdrucks von Äpfeln aus dem Memorandum PCF:
„Der Energieaufwand zur Produktion und Lagerung von Äpfeln schwankt von Betrieb zu Betrieb und kann zwischen großen und kleinen Betrieben um den Faktor 2–3 unterschiedlich sein. Die Transportentfernung kann ebenfalls sehr unterschiedlich ausfallen: das Bodensee-Obst wird am Bodensee verkauft, aber auch in Kassel oder Berlin. Die Äpfel können aber auch aus Neuseeland oder Chile importiert werden. Die in Deutschland erzeugten Äpfel werden bis ins späte Frühjahr hinein gelagert und dabei gekühlt. Der PCF steigt damit von Monat zu Monat.“
Zudem schafft der hohe Datenverarbeitungsaufwand Probleme, da z. B. viele Agrarbetriebe verschiedener Größe, wechselnde Zulieferer, große Unterschiede in der Art des Anbaus, nach Jahr und Saison schwankende Erträge und die Vielfalt der Verarbeitungstechniken einzubeziehen wären.
Strittig ist, ob der Klima-Fußabdruck von Produkten nur Herstellern oder Hersteller-Ländern zugeordnet wird, da Importländer Verantwortung für konsumierte Produkte tragen.

### Aussagekraft
Darüber hinaus wird das Konzept des individuellen CO2-Fußabdruckes dafür kritisiert, dass es als Mittel der Schuldverschiebung entworfen wurde. Der CO2-Fußabdruck wurde als Teil einer Marketingstrategie des Energiekonzerns BP in Kooperation mit Ogilvy & Mather entwickelt und ging 2004 als Kalkulator auf der Website von BP online. BP wird vorgeworfen, dies als Ablenkungsmanöver getan zu haben, um die Bemühungen bezüglich des Klimawandels auf das Verhalten des individuellen Endverbrauchers anstatt auf die Energiekonzerne und die Systeme und Politik dahinter zu lenken. In den gängigen Berechnungsmethoden werden die Emissionen, die bei der Produktion und Logistik von Gütern entstehen, teilweise oder vollständig in den individuellen CO2-Fußabdruck des Verbrauchers gewichtet, der nur begrenzt beeinflussen kann, unter welchen Bedingungen beanspruchte Waren produziert werden. Da der Einfluss einzelner Verbraucher auf diese Art von systematischen Emissionen nahezu vernachlässigbar ist, kann die Zuordnung von globalen Emissionen auf Einzelpersonen zu einem verzerrten Bewusstsein bezüglich der Bekämpfungsmöglichkeiten des Klimawandels führen.

## Trivia
Von 2016 bis 2018 entwickelte die finnische Industrieforschungseinrichtung VTT mit verschiedenen Partnerunternehmen Wege zur Bilanzierung eines sogenannten „CO2-Handabdrucks“ (carbon handprint). Damit sollten die positiven Effekte von Produkten gegenüber Mitbewerbererzeugnissen, genauer, auf deren Wirkungsaspekt fokussierend, positive Klimaeffekte abgebildet werden. Neben Anreizen für kleine und mittelständische Unternehmen versprach sich das Projektkonsortium auch besseres Marketing. 2023 veröffentlichten Brot für die Welt und Germanwatch die Webseite Dein Handabdruck, die im Stile des Wahl-O-Mats individuelle Möglichkeiten für sozialökologisches Engagement aufzeigt.